# Thiet
Thiet je heterocyklická sloučenina obsahující nenasycený čtyřčlenný kruh tvořený třemi uhlíky a jedním atomem síry.
Thietová skupina se častěji než jako samostatná molekula vyskytuje v polycyklických sloučeninách. Thiety bývají nestálé.

## Struktura
Thiet je valenčním izomerem thioakroleinu (CH2=CHCH=S) a za teplot pod 400 °C se na něj může přeměňovat.
Molekula thietu je rovinná, velikost úhlu C-S-C činí 76,8°.

## Deriváty
Benzothiety mají thietová jádra kondenzovaná s benzenovými. Připravují se pyrolýzou 2-merkaptobenzylalkoholů. Připravují se z nich další sirné heterocykly.
Thiet-1,1-dioxidy patří mezi sulfony. Jsou stálejší než odpovídající thiety. Substituované thiet-1,1-dioxidy lze získat [2+2] cykloadičními reakcemi sulfenů s ynaminy.